# Missing Link (1999)
Missing Link is een Nederlands-Belgisch-Duitse familiefilm uit 1999 van Ger Poppelaars naar een scenario van Timo Veltkamp en Ger Poppelaars.  De Franse titel is On Vient Tous De l'Afrique.
In 1997 werden Nick van Buiten en Lotte van der Laan gecast voor de rol van de jonge Rick en Stella. Harry Ammerlaan en zijn team bouwden de interieursets o.a. in een toen nog leegstaand gebouw van de Westergasfabriek in Amsterdam. Voor de jungle werd uitgeweken naar een grote tropische plantenkas in Naaldwijk. Ook werd gefilmd in het Koninklijk Museum voor Midden-Afrika in Tervuren.
De film werd van juni tot september 1997 gedurende 40 dagen opgenomen op Terschelling en in Amsterdam, Essen, Antwerpen en Brussel. De uiteindelijk film werd voor televisie in vier delen geknipt. De première vond plaats in april 1999 in Theater Tuschinski, Amsterdam. 

## Rolverdeling
| Acteur             | Personage          |
| ------------------ | ------------------ |
| Tamar van den Dop  | Lydia Veenema      |
| Thomas Acda        | Jef                |
| Nick van Buiten    | Rick Veenema       |
| Johan Leysen       | Prof. Oudewetering |
| Lotte van der Laan | Stella             |

## Verhaal
De twaalfjarige Rick Venema woont eind 1955 met zijn moeder Lydia en zijn tante op Terschelling. Hij heeft een hekel aan de minnaar van zijn moeder en mist zijn vader die vlak voor zijn geboorte als RAF-piloot is neergeschoten. Rick wil zoveel mogelijk weten waar de mens oorspronkelijk vandaan komt en heeft er zo zijn eigen gedachten over. Op een dag leest hij in de krant dat er vanuit België een expeditie zal vertrekken naar Afrika die op zoek zal gaan naar de missing link tussen mensaap en mens. Op de verkeerde plek, volgens Rick. Hij moet en zal meegaan om de expeditie van die mogelijke dwaling af te helpen. Thuis is hij niet meer te houden en samen met zijn vriendinnetje Stella lift hij richting België. Tijdens zijn reis leest hij in het meegenomen oorlogsdagboek van zijn moeder dat zijn vader geen RAF-piloot is en misschien nog leeft.